# Badger (Minnesota)
Badger es una ciudad ubicada en el condado de Roseau en el estado estadounidense de Minnesota. En el Censo de 2010 tenía una población de 375 habitantes y una densidad poblacional de 108,7 personas por km².

## Geografía
Badger se encuentra ubicada en las coordenadas 48°46′36″N 96°1′16″O / 48.77667, -96.02111. Según la Oficina del Censo de los Estados Unidos, Badger tiene una superficie total de 3.45 km², de la cual 3.45 km² corresponden a tierra firme y (0%) 0 km² es agua.

## Demografía
Según el censo de 2010, había 375 personas residiendo en Badger. La densidad de población era de 108,7 hab./km². De los 375 habitantes, Badger estaba compuesto por el 93.07% blancos, el 0.27% eran afroamericanos, el 1.07% eran amerindios, el 2.13% eran asiáticos, el 0% eran isleños del Pacífico, el 1.07% eran de otras razas y el 2.4% pertenecían a dos o más razas. Del total de la población el 1.07% eran hispanos o latinos de cualquier raza.